# Gmina Dodge (hrabstwo Boone)

Położenie Gminy Dodge w hrabstwie Boone

Gmina Dodge (ang. Dodge Township) – gmina w USA, w stanie Iowa, w hrabstwie Boone. Według danych z 2000 roku gmina miała 540 mieszkańców.